# NKOTBSB Tour
NKOTBSB Tour foi uma turnê musical realizada em conjunto entre os grupos estadunidenses New Kids on the Block e Backstreet Boys, que formaram o supergrupo NKOTBSB. A turnê iniciou-se em 25 de maio de 2011 em Rosemont, Estados Unidos, visitando durante o mesmo ano, outras localidades da América do Norte. Em 2012, prosseguiu com concertos na Europa, Oceania e Ásia, se encerrando em 3 de junho de 2012 em Pasay, nas Filipinas, com um total de oitenta concertos. 
A série de concertos realizados na América do Norte, levou a NKOTBSB Tour a se classificar na posição de número 44 da lista "Top 50 Turnês Mundiais (Meio do Ano)" da publicação Pollstar, ao arrecadar mais de 10 milhões de dólares. No fim do ano de 2011, a turnê se estabeleceu em número dezessete na lista "Top 25 Turnês de 2011" da Billboard, por arrecadar mais de 40 milhões em 51 concertos.
A apresentação realizada em 29 de abril de 2012 na The O2 Arena em Londres, Inglaterra, foi exibida ao vivo em cinemas selecionados e também recebeu uma transmissão ao vivo através do sistema pay-per-view.

## Antecedentes e divulgação
Em junho de 2010, durante a turnê do New Kids on the Block, intitulada Casi-NO Tour, o Backstreet Boys realizou uma participação especial onde os grupos cantaram "I Want It That Way". Desde a apresentação, a imprensa começou a circular rumores de que os dois grupos estariam se reunindo para realizar uma turnê conjunta em 2011. Em entrevista ao programa Entertainment Tonight em novembro, Brian Littrell comentou que os dois grupos estavam em turnê, e que estarem juntos no mesmo palco aconteceu por um acaso, mas que sentiu que o momento havia sido "mágico" e acrescentou: "[...]  Estava em todo lugar que estávamos saindo em turnê. Então começamos a conversar sobre isso e fizemos acontecer".
A turnê foi anunciada oficialmente durante uma entrevista no On Air with Ryan Seacrest, na ocasião também foi divulgado que ambos os grupos gravariam um single a ser lançado mais tarde. Como forma de promover a turnê, foi realizado uma sessão de perguntas e respostas ao vivo no Ustream. Uma apresentação na premiação American Music Awards, foi realizada a fim de fornecer ao público uma amostra do que veriam na NKOTBSB Tour.

## Atos de abertura
- Ashlyne Huff (América do Norte)[12]
- Jordin Sparks (América do Norte, em datas selecionadas)[13]
- Midnight Red (América do Norte, em datas selecionadas)[14]
- Matthew Morrison (América do Norte, em datas selecionadas)[15]
- Neverest (América do Norte em datas selecionadas e Alemanha)[16][17]
- A Friend in London (Europa, exceto Alemanha)[18]
- Johnny Ruffo (Austrália)[19]

## Repertório
1. Medley: "Single" / "The One" (contém elementos de "Viva la Vida") (NKOTBSB)
2. "Summertime" (New Kids on the Block)
3. "The Call" (Backstreet Boys)
4. "Dirty Dancing" (New Kids on the Block)
5. "Get Down (You're the One for Me)" (Backstreet Boys)
6. "You Got It (The Right Stuff)" (New Kids on the Block)
7. "Larger than Life" (Backstreet Boys)

New Kids on the Block
1. "Didn't I (Blow Your Mind This Time)"
2. "Valentine Girl"
3. "If You Go Away"
4. "Please Don't Go Girl"

Backstreet Boys
1. "Show Me the Meaning of Being Lonely"
2. "10,000 Promises"
3. "I'll Never Break Your Heart"
4. "Inconsolable" (Não realizado na Europa/Austrália/Etapa Asiática)
5. "Drowning"
6. "Incomplete"

New Kids on the Block
1. "Step By Step" (contém elementos de "Push It")
2. "Cover Girl"
3. "My Favorite Girl"
4. "Games"
5. "Click Click Click" (Não realizado na Europa/Austrália/Etapa Asiática)
6. "Tonight"

Backstreet Boys
1. "Shape of My Heart"
2. "As Long as You Love Me"
3. "All I Have to Give"
4. "If You Stay" (contém trechos de "Raspberry Beret") (Apenas Etapa Norte Americana)
5. "We've Got It Goin' On" (Apenas na Europa/Austrália/Etapa Asiática) (contém elementos de "Can You Feel It")
6. "Quit Playing Games (With My Heart)" (contém elementos de "Don't Stop 'Til You Get Enough")

New Kids on the Block
1. "I'll Be Loving You (Forever)"

Backstreet Boys
1. "I Want It That Way"

NKOTBSB
1. "Don't Turn Out the Lights"

Backstreet Boys
1. "Everybody (Backstreet's Back)" (contém elementos de "Back in Black")

New Kids on the Block
1. "Hangin’ Tough" (contém trechos de "We Will Rock You")

NKOTBSB
1. Medley: "Everybody (Backstreet's Back)" / "Hangin’ Tough" (Bis)

Fontes:
- Durante o concerto realizado em 1 de julho de 2011 em Los Angeles, Estados Unidos, o ex-membro do Backstreet Boys, Kevin Richardson, juntou-se ao supergrupo para cantar as canções "I Want It That Way" e "Everybody (Backstreet's Back)".[23]
- Durante o concerto realizado em 22 de julho de 2011 na Flórida, Estados Unidos, o supergrupo recebeu a participação do grupo masculino Boyz II Men, que cantou sua canção "End of the Road".[24]

## Datas da turnê
| Data                   | Citdade          | País             | Local                             | Público                     | Receita          |
| América do Norte       | América do Norte | América do Norte | América do Norte                  | América do Norte            | América do Norte |
| ---------------------- | ---------------- | ---------------- | --------------------------------- | --------------------------- | ---------------- |
| 25 de maio de 2011     | Rosemont         | Estados Unidos   | Allstate Arena                    | 9,586 / 12,425              | $485,145         |
| 26 de maio de 2011     | Grand Rapids     | Estados Unidos   | Van Andel Arena                   | 5,925 / 9,255               | $384,009         |
| 28 de maio de 2011     | Buffalo          | Estados Unidos   | First Niagara Center              | 12,597 / 13,495             | $608,165         |
| 29 de maio de 2011     | Baltimore        | Estados Unidos   | Royal Farms Arena                 | 7,445 / 12,547              | $315,549         |
| 30 de maio de 2011     | Uncasville       | Estados Unidos   | Mohegan Sun Arena                 | 6,830 / 7,212               | $616,290         |
| 2 de junho de 2011     | Uncasville       | Estados Unidos   | Mohegan Sun Arena                 | 6,830 / 7,212               | $616,290         |
| 3 de junho de 2011     | Washington, D.C. | Estados Unidos   | Verizon Center                    | 13,799 / 13,799             | $1,054,068       |
| 4 de junho de 2011     | Boston           | Estados Unidos   | TD Garden                         | 13,224 / 13,224             | $976,833         |
| 5 de junho de 2011     | Filadélfia       | Estados Unidos   | Wells Fargo Center                | 15,355 / 15,355             | $1,126,713       |
| 7 de junho de 2011     | Montreal         | Canadá           | Bell Centre                       | 13,930 / 13,930             | $1,079,770       |
| 8 de junho de 2011     | Toronto          | Canadá           | Air Canada Centre                 | 30,562 / 30,562             | $2,268,740       |
| 9 de junho de 2011     | Toronto          | Canadá           | Air Canada Centre                 | 30,562 / 30,562             | $2,268,740       |
| 11 de junho de 2011    | Boston           | Estados Unidos   | Fenway Park                       | 33,588 / 33,588             | $2,441,325       |
| 12 de junho de 2011    | East Rutherford  | Estados Unidos   | Izod Center                       | 161,810 / 161,810           | $16,558,705      |
| 13 de junho de 2011    | East Rutherford  | Estados Unidos   | Izod Center                       | 161,810 / 161,810           | $16,558,705      |
| 15 de junho de 2011    | Pittsburgh       | Estados Unidos   | Consol Energy Center              | 55,823 / 55,823             | $5,050,678       |
| 16 de junho de 2011    | Auburn Hills     | Estados Unidos   | The Palace of Auburn Hills        | 13,726 / 13,726             | $889,033         |
| 17 de junho de 2011    | Chicago          | Estados Unidos   | United Center                     | 135,872 / 135,872           | $13,860,350      |
| 18 de junho de 2011    | Chicago          | Estados Unidos   | United Center                     | 135,872 / 135,872           | $13,860,350      |
| 20 de junho de 2011    | Memphis          | Estados Unidos   | FedExForum                        | —                           | —                |
| 21 de junho de 2011    | Nashville        | Estados Unidos   | Bridgestone Arena                 | 10,580 / 13,793             | $777,680         |
| 22 de junho de 2011    | Atlanta          | Estados Unidos   | Philips Arena                     | 12,495 / 12,495             | $902,678         |
| 24 de junho de 2011    | Lafayette        | Estados Unidos   | Cajundome                         | 8,640 / 9,513               | $490,993         |
| 25 de junho de 2011    | Houston          | Estados Unidos   | Toyota Center                     | 12,742 / 12,742             | $908,642         |
| 26 de junho de 2011    | Dallas           | Estados Unidos   | American Airlines Center          | 12,524 / 15,006             | $850,734         |
| 28 de junho de 2011    | San Antonio      | Estados Unidos   | AT&T Center                       | 8,348 / 13,045              | $528,336         |
| 30 de junho de 2011    | Phoenix          | Estados Unidos   | Talking Stick Resort Arena        | 9,803 / 12,326              | $455,413         |
| 1 de julho de 2011     | Los Angeles      | Estados Unidos   | Staples Center                    | 14,404 / 14,404             | $1,078,013       |
| 2 de julho de 2011     | San Jose         | Estados Unidos   | SAP Center                        | 12,051 / 12,051             | $862,140         |
| 3 de julho de 2011     | Las Vegas        | Estados Unidos   | Mandalay Bay Events Center        | 7,419 / 8,800               | $615,280         |
| 6 de julho de 2011     | Anaheim          | Estados Unidos   | Honda Center                      | 10,169 / 11,347             | $614,845         |
| 8 de julho de 2011     | Tacoma           | Estados Unidos   | Tacoma Dome                       | 10,813 / 11,035             | $634,435         |
| 9 de julho de 2011     | Vancouver        | Canadá           | Rogers Arena                      | 19,796 / 19,796             | $1,306,300       |
| 10 de julho de 2011    | Vancouver        | Canadá           | Rogers Arena                      | 19,796 / 19,796             | $1,306,300       |
| 12 de julho de 2011    | Edmonton         | Canadá           | Rexall Place                      | 9,628 / 13,707              | $701,153         |
| 13 de julho de 2011[A] | Calgary          | Canadá           | Scotiabank Saddledome             | 8,810 / 12,395              | $851,810         |
| 15 de julho de 2011    | Minneapolis      | Estados Unidos   | Target Center                     | 12,762 / 12,762             | $939,651         |
| 16 de julho de 2011    | Kansas City      | Estados Unidos   | Sprint Center                     | 11,294 / 11,294             | $725,174         |
| 17 de julho de 2011    | Tulsa            | Estados Unidos   | BOK Center                        | 7,552 / 7,552               | $521,215         |
| 19 de julho de 2011    | St. Louis        | Estados Unidos   | Busch Stadium                     | 48,428 / 48,428             | $4,711,277       |
| 20 de julho de 2011    | Louisville       | Estados Unidos   | KFC Yum! Center                   | 12,894 / 17,504             | $761,063         |
| 22 de julho de 2011    | Orlando          | Estados Unidos   | Amway Center                      | 12,019 / 14,449             | $834,170         |
| 23 de julho de 2011    | Greensboro       | Estados Unidos   | Greensboro Coliseum               | 11,755 / 14,867             | $722,088         |
| 24 de julho de 2011    | Columbus         | Estados Unidos   | Value City Arena                  | 11,136 / 14,617             | $738,246         |
| 26 de julho de 2011    | Indianápolis     | Estados Unidos   | Conseco Fieldhouse                | 10,506 / 12,425             | $686,739         |
| 27 de julho de 2011    | Cleveland        | Estados Unidos   | Quicken Loans Arena               | 11,714 / 18,636             | $795,135         |
| 29 de julho de 2011    | Atlantic City    | Estados Unidos   | Boardwalk Hall                    | 10,847 / 10,847             | $744,425         |
| 30 de julho de 2011    | Hershey          | Estados Unidos   | Hersheypark Stadium               | 15,138 / 16,252             | $687,894         |
| 31 de julho de 2011    | Uniondale        | Estados Unidos   | Nassau Veterans Memorial Coliseum | 12,917 / 12,917             | $940,230         |
| 4 de agosto de 2011    | Ottawa           | Canadá           | Canadian Tire Centre              | 10,850 / 10,850             | $803,718         |
| 5 de agosto de 2011    | Montreal         | Canadá           | Bell Centre                       | 8,273 / 8,525               | $670,340         |
| 6 de agosto de 2011    | Hamilton         | Canadá           | Copps Coliseum                    | 10,574 / 12,478             | $630,943         |
| 7 de agosto de 2011    | London           | Canadá           | John Labatt Centre                | 7,756 / 8,162               | $523,524         |
| Europa                 |                  |                  |                                   |                             |                  |
| 20 de abril de 2012    | Belfast          | Irlanda do Norte | Odyssey Arena                     | —                           | —                |
| 21 de abril de 2012    | Dublin           | Irlanda          | O2 Dublin                         | —                           | —                |
| 23 de abril de 2012    | Liverpool        | Inglaterra       | Echo Arena Liverpool              | —                           | —                |
| 24 de abril de 2012    | Manchester       | Inglaterra       | Manchester Arena                  | 7,121 / 8,246               | $516,332         |
| 26 de abril de 2012    | Newcastle        | Inglaterra       | Metro Radio Arena                 | —                           | —                |
| 27 de abril de 2012    | Birmingham       | Inglaterra       | LG Arena                          | —                           | —                |
| 28 de abril de 2012    | Londres          | Inglaterra       | The O2 Arena                      | 24,694 / 29,914             | $1,746,440       |
| 29 de abril de 2012    | Londres          | Inglaterra       | The O2 Arena                      | 24,694 / 29,914             | $1,746,440       |
| 1 de maio de 2012      | Rotterdam        | Países Baixos    | Rotterdam Ahoy                    | —                           | —                |
| 2 de maio de 2012      | Antwerp          | Bélgica          | Sportpaleis                       | 9,078 / 12,690              | $534,164         |
| 3 de maio de 2012      | Geneva           | Suíça            | SEG Geneva Arena                  | —                           | —                |
| 5 de maio de 2012      | Stuttgart        | Alemanha         | Hanns-Martin-Schleyer-Halle       | —                           | —                |
| 6 de maio de 2012      | Leipzig          | Alemanha         | Arena Leipzig                     | —                           | —                |
| 7 de maio de 2012      | Berlim           | Alemanha         | O2 World Berlin                   | 13,492 / 13,492             | $645,649         |
| 9 de maio de 2012      | Hamburgo         | Alemanha         | O2 World Hamburg                  | 4,409 / 4,409               | $483,906         |
| 10 de maio de 2012     | Oberhausen       | Alemanha         | König Pilsener Arena              | —                           | —                |
| 12 de maio de 2012     | Herning          | Dinamarca        | Jyske Bank Boxen                  | —                           | —                |
| 13 de maio de 2012     | Malmö            | Suécia           | Malmö Arena                       | —                           | —                |
| 14 de maio de 2012     | Oslo             | Noruega          | Oslo Spektrum                     | —                           | —                |
| Oceania                |                  |                  |                                   |                             |                  |
| 18 de maio de 2012     | Melbourne        | Austrália        | Rod Laver Arena                   | 17,168 / 22,334             | $2,046,140       |
| 19 de maio de 2012     | Melbourne        | Austrália        | Rod Laver Arena                   | 17,168 / 22,334             | $2,046,140       |
| 21 de maio de 2012     | Adelaide         | Austrália        | Adelaide Entertainment Centre     | —                           | —                |
| 23 de maio de 2012     | Brisbane         | Austrália        | Brisbane Entertainment Centre     | —                           | —                |
| 26 de maio de 2012     | Sydney           | Austrália        | Qudos Bank Arena                  | —                           | —                |
| 29 de maio de 2012     | Perth            | Austrália        | Burswood Dome                     | —                           | —                |
| Ásia                   |                  |                  |                                   |                             |                  |
| 1 de junho de 2012     | Jacarta          | Indonésia        | Mata Elang International Stadium  | —                           | —                |
| 3 de junho de 2012     | Pasay            | Filipinas        | Mall of Asia Arena                | —                           | —                |
| Total                  | Total            | Total            | Total                             | 1,026,797 / 1,048,547 (97%) | $78,578,328      |

Festivais e outros concertos diversos
A Este concerto faz parte do rodeio Calgary Stampede